# Бійський краєзнавчий музей імені В. В. Біанкі
Бі́йський краєзна́вчий музе́й і́мені В. В. Біа́нкі (рос. Бийский краеведческий музей имени В. В. Бианки) — краєзнавчий музей у місті Бійську Алтайського краю Російської Федерації, значний культурний осередок міста.

## Загальні дані
Бійський краєзнавчий музей імені В. В. Біанкі розташований за адресою:
вул. Леніна, буд. 124, м. Бійськ—659325 (Алтайський край, Росія).
Музей розташований у чотирьох приміщеннях. Будинок музею є пам'яткою архітектури садибного типу, що включає двоповерховий особняк, стайню, сад з дерев'яною альтанкою. Це — єдиний на території Алтаю зразок міської садиби з яскраво вираженими рисами модерну, збудований за проектом архітектора Лигіна К.К. у 1914 році. 
Теперішнім директором закладу є Цапко Анатолій Іванович.

## З історії та сьогодення музею
Бійський краєзнавчий музей — перший Народний радянський музей в Сибіру — його було урочисто відкрито 14 квітня 1920 року на базі колекцій народного університету. 
Засновниками музею є Михайло Іванович Крот-Донорський та Віталій Біанкі, ім'я якого музей носить у теперішній час.
Музей проводить не менше 2-х експедицій на рік (дані на 2000-ні), понад 20 виставок щороку, організовує й проводить щорічний конкурс «Молодые историки-краеведы исследуют». У типографії закладу щороку видається до 20 книжок, в тому числі альманах «Краеведческий вестник». 
Останніми роками музей виграв і виконав декілька грантів різноманітних благодійних фондів. Заклад є популярним у містян і гостей Бійська — щороку його відвідують близько 60 тисяч осіб.

## Фонди та експозиція
Музейні фонди Бійського краєзнавчого музею імені В. В. Біанкі нараховують понад 140 тисяч одиниць зберігання та 18 тисяч томів книг у науковій бібліотеці.
На даний час (2000-ні) музей має 5 відділів і 18 залів постійних експозицій. 
Найціннішими (унікальними) колекціями Бійського краєзнавчого музею є:
- Археологія від палеоліту до Середньовіччя;
- Колекція черепів бізонів, мамонтів;
- Нумізматична колекція;
- Китайська порцеляна;
- Буддийська пластика;
- Колекція зброї XIV—XX століть;
- Етнографія кумандинців.